# BFG (Motorrad)
BFG war ein französischer Motorradhersteller, gegründet von Louis Boccardo, Dominique Favario und Thierry Grange zu Beginn der 1980er Jahre. Der Firmenname setzt sich aus den Initialen der Nachnamen der Gründer zusammen.

## Geschichte und Entwicklung des Unternehmens
Die drei Universitätsprofessoren und Motorradenthusiasten Boccardo, Favario und Grange wollten beweisen, dass es möglich sei, ein Motorrad in Frankreich und unter Verwendung von vorwiegend französischen Teilen zu bauen. Frankreich hatte zwar einen großen Markt für Motorräder, jedoch keine eigene Produktion, die den Importen aus Japan und Deutschland hätte entgegentreten können.
Für ihr Vorhaben stand ihnen ein Budget von 800.000 Francs zur Verfügung, eine sehr geringe Summe, verglichen mit den Entwicklungskosten anderer Serienmotorräder.
Nach dem Ausscheiden von Louis Boccardo gelang es den beiden Ingenieuren Deschenaux und Agnellet, ein Motorrad mit guter Straßenlage und guter Aerodynamik zu entwickeln. Die aus Versuchen im Windkanal entwickelte Form der Verkleidung bot zwar zusätzlich exzellenten Wetterschutz, ging jedoch aus ästhetischen Gründen großteils am Geschmack potentieller Kunden vorbei.
Durch die Verwendung des GSA-Motors von Citroën ließen sich Entwicklungskosten sparen und das bereits existierende Service-Netz der Citroën-Werkstätten nutzen.
Von 1982 bis 1983 wurden im Werk La Ravoire (Arrondissement Chambéry) ungefähr 400 Motorräder gebaut. 1984 übernahm MBK aus Saint-Quentin die Produktion, die bis 1988 jedoch lediglich 150 weitere Motorräder baute.

## Konstruktion
Um den luftgekühlten Vierzylinder-Boxermotor aus dem GSA in die BFG einbauen zu können, musste er leicht modifiziert werden. Er bekam neue Ventildeckel, wurde auf eine vollständig elektronische Zündung umgestellt und die Benzinpumpe wurde vom Ende der Nockenwelle in den unter der Sitzbank eingebauten Kunststofftank verlegt. Die Kraft wurde mit einer Kardanwelle übertragen.
Unter der Tankattrappe befinden sich der Luftfilter und die Batterie
Der Jaeger-Armaturenträger stammt aus dem Renault 5 Alpine.

Galerie (zu sehen ist hier die seltene Polizeiversion der CRS)
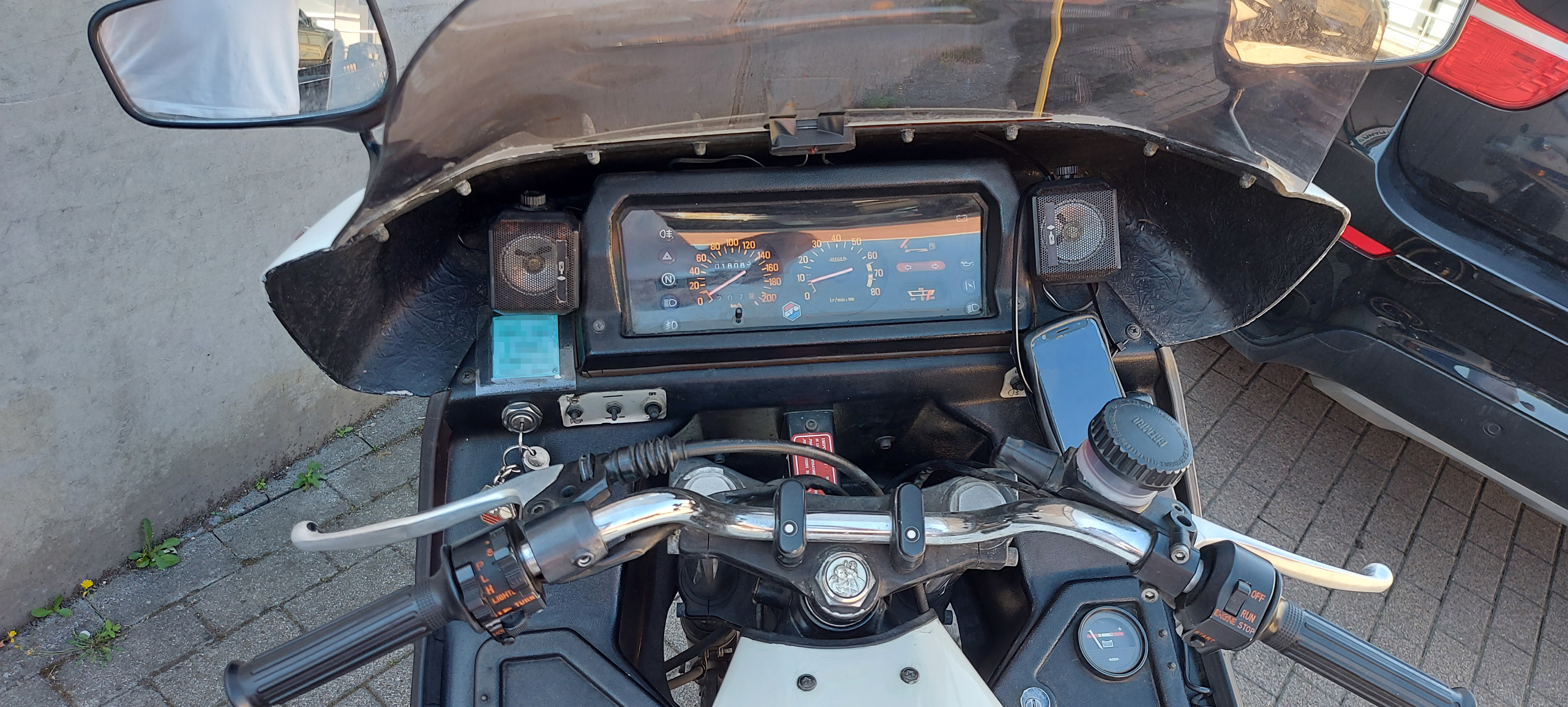
Cockpit
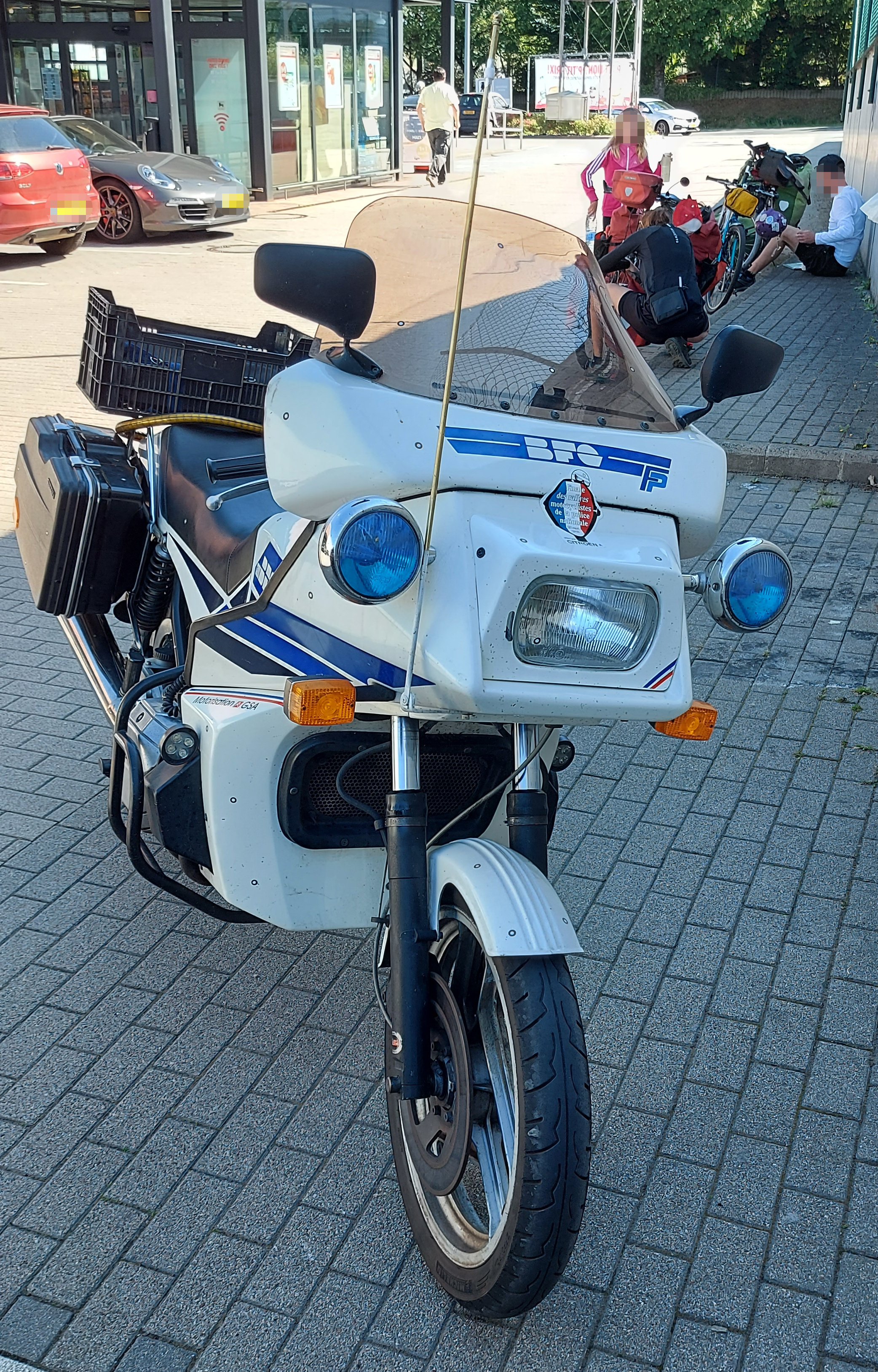
Front
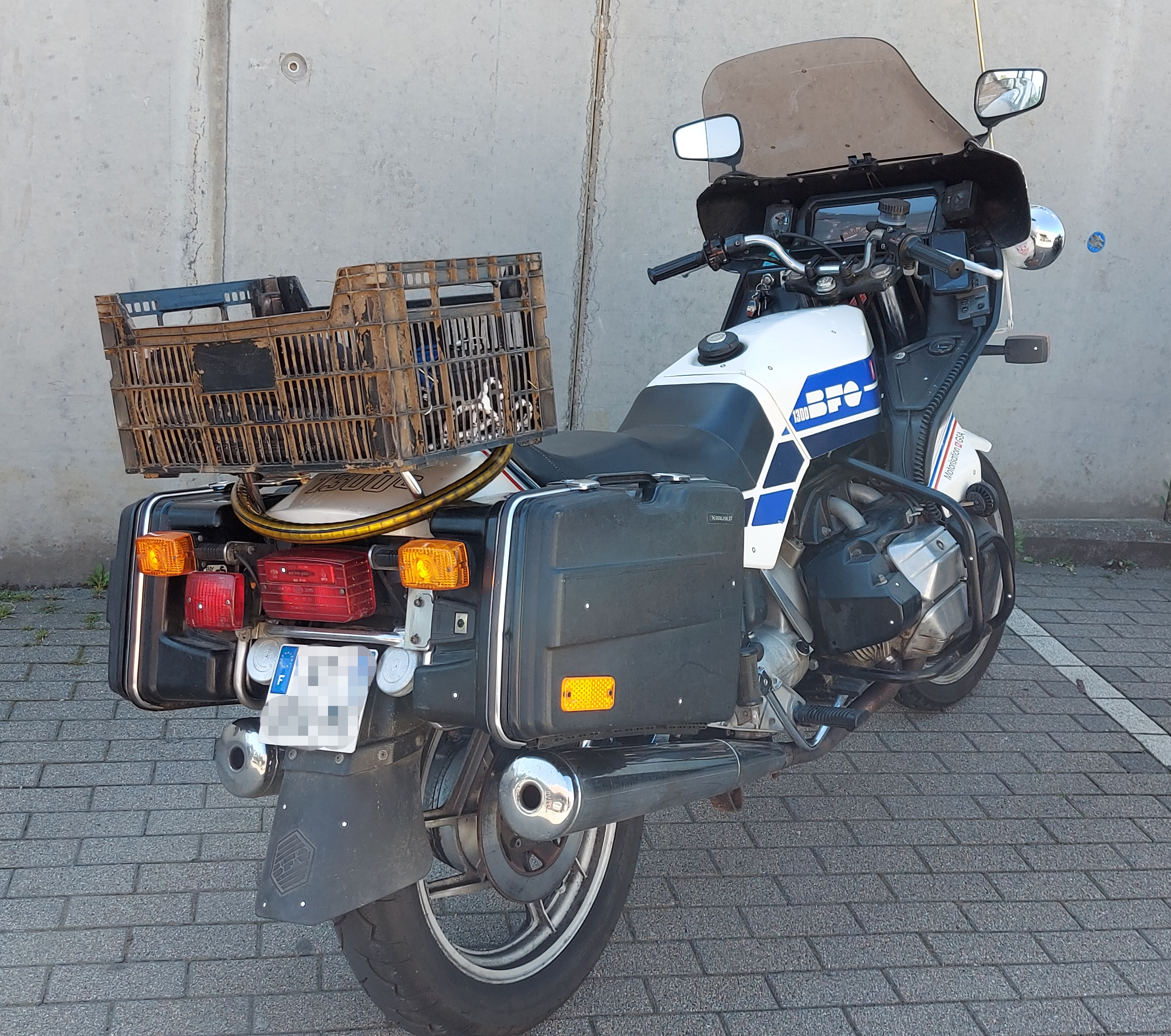
Heck